# Leo Hafner
Leo Hafner (geb. 17. September 1924 in Zug; gest. 2. November 2015 in Oberägeri) war ein Schweizer Architekt, er war der entwerfende Partner des Büros Hafner und Wiederkehr, in dem er von den 1950er bis zu den 1980er Jahren das Baugeschehen des Kantons Zug mitgeprägt hat.

## Leben
Leo Hafner war der Sohn eines Zuger Lehrerehepaars. Dort besuchte er auch die Primar- und Kantonsschule. Bereits gegen Ende der Schulzeit arbeitete er ernsthaft künstlerisch, entschied sich aber ab 1942 für ein Architekturstudium an der ETH Zürich, während dessen er neben Praktika bei den Architekten Hans Leupi und William Dunkel auch in loser Folge im Atelier des österreichischen Bildhauers Fritz Wotruba praktizierte, der 1939 in die Schweiz emigriert war. 1944 beteiligte er sich in Lausanne an den Premiers jeux académiques. Im gleichen Jahr bis 1946 musste er das Studium für Rekrutenschule und Militärdienst unterbrechen. Nach dem Abschluss des Studiums 1948 ging er mit dem neun Jahre älteren Alfons Wiederkehr eine Partnerschaft ein, den er über den Künstler Werner Andermatt kennengelernt hatte. Zwar arbeitete Hafner ab 1949 noch als Assistent am Lehrstuhl von Hans Hofmann, insgesamt bestand die Partnerschaft aber von 1948 bis zu dessen Tod 1985 und wurde dann mit dessen Söhnen Alphons und Rolf sowie mit Georg Krummenacher weitergeführt. Hafner zog sich 1994 aus dem Berufsleben zurück. Den Nachlass, auch künstlerischer Art, hat der Architekt 2008 bis 2009 für eine Monografie gesichtet und freigegeben.
Hafner, Mitglied des SIA und BSA, war von 1951 bis 1978 Mitglied des Zuger Baufachausschusses und 1957 Mitgründer der Zuger Kunstgesellschaft.

## Hafner und Wiederkehr
Hafner war im Büro für Projekte und Wettbewerbe zuständig, Wiederkehr für Ausführung und Verwaltung. Das Büro erreichte im Laufe der Jahre über dreissig erste Preise bei Architekturwettbewerben und konnte an die hundert Bauten ausführen. Nach dem ersten Erfolg, dem Hauptgebäude der Zuger Kantonalbank an einem der prominenten Plätze des Kantonshauptortes, das sowohl durch eine strenge, aber repräsentative Architektursprache als auch durch eine kluge, durch den schwierigen Baugrund vorgegebene Konstruktion auffiel, folgten öffentliche Aufträge wie das Katholische Lehrerseminar (heute Pädagogische Hochschule Zug), das Kinderspital in Zug oder das Lehrerinnenseminar Bernarda in Menzingen. Aber auch im Bau repräsentativer Einfamilienhäuser war das Büro erfolgreich, etwa für einen Kaufmann oder einen Arzt. Daneben plante es eine Reihe von Siedlungen, vor allem im Kanton selbst wie die Reihenhaussiedlung von Atriumhäusern am Letzibach, die Genossenschaftssiedlung Herti oder die Hochhäuser Fridbach, aber auch eine grössere Ferienhaussiedlung in Mallorca, Porto Cristo Novo. In den 1970er und 1980er Jahren folgten beispielsweise das Kirchenzentrum St. Johannes in Zug, die Gewerbebank in Baden, die Kantonsschule, das Ausstellungs- und Schulungsgebäude Zugorama.

## Werkliste (Auswahl)
- Zuger Kantonalbank, Zug, Wettbewerb 1949, Ausführung 1955–58 mit Ingenieur Emil Schubiger[9]
- Kinderspital Aarau, Aarau, Wettbewerb 1951, Ausführung 1953–55
- Oberstufenschulhaus Sternmatt, Baar, Wettbewerb 1951, Ausführung 1955–57
- Landwirtschaftliche Schule, Cham, Wettbewerb 1951, Ausführung 1970
- Haus Bossard, Zug 1954
- Haus Rossel, Baar 1954–55
- Haus Dalcher, Zug 1955
- Lehrerinnenseminar Bernarda, Menzingen, Projekt 1954, Ausführung 1955–58
- Primarschule, Rudolfstetten, Wettbewerb 1956, Ausführung 1958–59
- Tankstelle Mito, Sihlbrugg 1957–59
- Primarschule, Merenschwand, Wettbewerb 1957, Ausführung 1960–62
- Haus Graf, Aeugst 1958
- Lehrerseminar St. Michael, Zug, Wettbewerb 1958, Ausführung 1959–61
- Haus Mühlemann, Steinhausen 1960
- Haus Bernhart, Zug 1961
- Kirchgemeindehaus Guthirt, Zug, Wettbewerb 1960, Ausführung 1962–63
- Häuser U. und G. Theiler, Zug 1961
- Haus Meyer-Hegi, Zug 1961–62
- Fridbach, Wohnüberbauung, Zug, Wettbewerb 1961, Ausführung 1965–68
- Kantonsschule Luegeten, Zug, Wettbewerb 1962, Ausführung 1971–75
- Schulhaus Kirchmatt, Zug, Projekt 1962, Ausführung 1963–67
- Herti, 19 Reiheneinfamilienhäuser, Zug 1963–64
- Porto Cristo Novo, Ferienhausüberbauung, Mallorca 1964–68
- Loretohöhe, Wohnüberbauung, Zug 1973–75
- Fridbach, Wohnüberbauung, Zug, Wettbewerb 1961, Ausführung 1965–68
- Herti II, Genossenschaftssiedlung, Zug 1966–68
- St. Johannes, Kirchliches Zentrum, Zug, Wettbewerb 1968, Ausführung 1968–71
- Schweizerischer Bankverein, Sitz Zug, Wettbewerb 1968, Ausführung 1980–84
- Haus Pollems, Zug 1969–70
- Gewerbebank, Hauptsitz, Baden 1969–72
- Herti III, Eigentumswohnungen im Hochhaus, Zug 1976–77
- Oberstufenschulhaus Sternmatt II, Baar, Wettbewerb 1976, Ausführung 1984–91
- Zugorama, Ausstellungsgebäude der V-Zug, Zug, Wettbewerb 1986, Ausführung 1986–88
- Eichstätte, Wohn- und Geschäftshaus, Zug 1991–94
- Plaza, Wohn- und Geschäftshaus, Zug 1990–93